# Velocità di deriva
In elettrodinamica la velocità di deriva è la velocità limite assunta da una particella portatrice di carica (tipicamente, un elettrone) immersa in un campo elettrostatico. 
Associando ad ogni punto dello spazio un vettore velocità, costituisce matematicamente un esempio di campo vettoriale.
In un conduttore elettrico in cui viene applicata una differenza di potenziale le cariche si muovono in un moto collettivo uniforme la cui velocità è la velocità di deriva. 
L'intensità della densità di corrente elettrica risultante da questo moto ordinato è:
{\displaystyle {\vec {j}}=\rho {\vec {u}}_{\infty }}
dove {\displaystyle {\vec {j}}} è la densità di corrente, e {\displaystyle \rho } la densità di carica elettrica.
In elettrostatica, con il modello di Drude la legge di Ohm viene espressa più concisamente come la relazione microscopica vettoriale fra velocità di deriva dei portatori di carica e campo elettrico:
{\displaystyle {\vec {u}}=\mu {\vec {E}}}
dove {\displaystyle \mu } è la mobilità elettrica (in m2/(V⋅s)) e {\displaystyle {\vec {E}}} il campo elettrico (V/m).
Infatti moltiplicando entrambi i membri per la densità di carica elettrica, si ritrova la legge di Ohm nella forma microscopica più consueta:
{\displaystyle {\vec {j}}=\sigma {\vec {E}}}
dove {\displaystyle \sigma } è la conducibilità elettrica.

## Modello di Drude
Come spiegato da Paul Drude nel suo modello, nei conduttori i portatori di carica si muovono come in un mezzo molto viscoso. Dalla meccanica del punto, se la viscosità è molto elevata il sistema raggiunge rapidamente la condizione per cui la velocità di flusso {\displaystyle \mathbf {u} } raggiunge la velocità limite {\displaystyle \mathbf {u} _{\infty }} (detta in questo contesto velocità di deriva), in quanto la fase di accelerazione del moto avviene in un tempo trascurabile. Da un punto di vista della dinamica del punto materiale, a regime, se {\textstyle \mathbf {E} } è il campo elettrico presente localmente, {\textstyle e} è la carica elettrica dei portatori (normalmente gli elettroni), la forza elettrostatica di trascinamento {\textstyle q\mathbf {E} } viene bilanciata dalla forza d'attrito viscoso che dipende dalla velocità di flusso {\textstyle -m_{e}\mathbf {u} /\tau }. Dunque alla velocità di deriva: 
{\textstyle e\mathbf {E} -m_{e}\mathbf {u} _{\infty }/\tau =0}.
Definendo con {\textstyle \mathbf {u} } la velocità di flusso, {\textstyle m_{e}} la massa dei portatori di carica e {\displaystyle \tau } è il tempo medio tra gli urti. 
La legge di Ohm viene espressa quindi concisamente come la relazione microscopica vettoriale fra velocità di deriva dei portatori di carica e campo elettrico:
{\displaystyle {\vec {u}}_{\infty }({\vec {E}})=\mu {\vec {E}}}
dove {\displaystyle \mu } è la mobilità elettrica (in m2/(V⋅s) o equivalentemente in C⋅s/kg) e {\displaystyle {\vec {E}}} il campo elettrico (V/m).
In questo modello la mobilità risulta essere 
{\displaystyle \mu ={\frac {e}{m_{e}}}\tau }
e quindi è semplicemente proporzionale al tempo di rilassamento:
{\displaystyle \mu (\tau )\sim \tau }